# Ctenus birabeni
Ctenus birabeni är en spindelart som beskrevs av Cândido Firmino de Mello-Leitão 1941. 
Ctenus birabeni ingår i släktet Ctenus och familjen Ctenidae. Inga underarter finns listade i Catalogue of Life.